# Marc van der Woude
Marc van der Woude est un juge néerlandais né le 6 novembre 1960. Il est président du tribunal de l'Union européenne depuis le 27 septembre 2019.

## Biographie
Il étudie le droit à l'Université de Groningue en 1983, puis au Collège d'Europe de 1983 à 1984.
Il commence son parcours en tant qu'assistant conférencier au Collège d'Europe de 1984 à 1986, puis devient conférencier à l'Université de Leyde de 1986 à 1987. 
Il commence une carrière au sein de l'Union européenne, où il devient rapporteur à la direction générale de la concurrence de la Commission des Communautés européennes de 1987 à 1989, et occupe plusieurs autres fonctions à la Commission des Communautés européennes jusqu'en 1995.
Dès 1995, il est avocat au barreau de Bruxelles, et devient professeur à l'Université Érasme de Rotterdam à partir de 2000. 
Le 13 septembre 2010, il commence sa carrière au sein du Tribunal de l'Union européenne où il devient juge, avant de devenir vice-président du 20 septembre 2016 au 26 septembre 2019. Le 27 septembre 2019, il devient président du tribunal de l'Union européenne.